# Boris Diaw
Boris Diaw (Cormeille-en-Parisis, 16 de abril de 1982) é um ex-jogador de basquete francês que atuava como pivô ou ala-pivô, tem 2,03m de altura e 106,6 kg.

## Carreira

### Infância
Nascido em 16 de abril de 1982, Boris vem de uma família desportiva. Seu pai Issa Diaw é um advogado senegalês e atleta de alto nível (salto em altura), sua mãe Elizabeth Riffiod foi um jogador de basquete internacional e capitão da seleção francesa (247 caps) e é considerado um dos melhores pivôs da história de basquete feminino, seu irmão Martin é um jogador de basquete profissional para o JSA Bordeaux. Boris passa sua infância em Mont-de-Marsan, onde sua mãe desempenha na segunda divisão, então Pessac, quando Elizabeth se torna um professor de sociologia PE e esportes na Universidade de Bordeaux 3. Os Talence e Pessac playgrounds tornar Boris eo mundo de Martin. Depois de vários clubes em Gironde, Boris se junta ao JSA Bordeaux para jogar em um bom nível.
Depois de passar pelo CERHN de Mont-de-Marsan, ele se junta a CREPS Toulouse. Boris é notado mais e mais na quadra e joga com a França, em 16 de. Muito rápido, ele é observado por Lucien Legrand para se juntar INSEP. Neste pólo de basquete francês, em 1999, Boris joga ao lado de seus amigos futuro Tony Parker e Ronny Turiaf. Depois de se formar no ensino médio, e vencer o campeonato europeu com a equipa júnior francesa liderada por Pierre Vincent, Boris começa a sua carreira profissional no Pau.

### Pau Orthez e NBA
Começou a carreira no Pau-Orthez, da França, pelo qual jogou de 2001 a 2003. Conquistou um título nacional e foi o MVP da temporada de 2003. No ano seguinte, entrou para a NBA, defendendo o Atlanta Hawks. 

### Atlanta Hawks
Ele é apreciado por sua versatilidade (ele pode jogar em todas as posições, um feito raro no basquete) e por suas qualidades defensivas se destaca na liga. Depois de duas temporadas com o Atlanta Hawks, Boris é transferido no verão de 2005 para o Phoenix Suns.

### Phoenix Suns
Em 2005 transferiu-se para o Phoenix Suns, ajudando o time liderado por Steve Nash a chegar a duas finais de conferência. sendo a melhor equipe da temporada regular 2004-2005, derrotado na final de conferência pelo San Antonio Spurs, Boris sob a direção do treinador Mike D'Antoni com o Phoenix Suns. Com 13,5 pontos em 52% de tiro, 6,9 rebotes e seis assistências por jogo após 76 jogos, Boris faz o seu lugar no cinco inicial de uma das franquias de perseguir o título da NBA.
No dia 31 de janeiro de 2006, Boris se torna o primeiro jogador francês para completar um triple-double na NBA contra o Philadelphia Sixers (win Suns '123-99). Ele pontuação 14 pontos, entrega 13 assistências e pega 11 rebotes em 39 minutos. Ele vai repetir este desempenho mais quatro vezes durante a temporada regular, ganhando no final da temporada o título honorário de  Most Improved Player. Depois de mais de três temporadas com o Phoenix Suns, Boris é transferido em dezembro de 2009 para o Charlotte Bobcats

### Charlotte Bobcats
Pelo Charlotte, sob a presidência de Michael Jordan e sob o olhar do treinador Larry Brown, Boris joga o melhor basquete de sua carreira. Com uma média de 15,6 pontos em 50,3% de tiro, 7,5 rebotes e 5,2 assistências por jogo, Boris recupera sua incrível nível de 2006, com a maturidade e experiência dos anos extras. Com uma média de mais de 35 minutos de jogo por jogo durante a temporada 2009/2010 e uma qualificação para os playoffs pela primeira vez na história da franquia, Boris confirma seu papel na equipe do  Charlotte Bobcats.

### França e San Antonio Spurs
Em 2008 passou para o Charlotte Bobcats. Voltou para o basquete francês em 2011, defendendo o JSA Bourdeaux, da segunda divisão francesa. No seu retorno à NBA, vestiu a camisa do San Antonio Spurs, onde viveu a melhor fase de sua carreira. Peça fundamental para que a franquia chegasse as finais da temporada 2012-2013, sendo derrotados pelo Miami Heat. Na temporada 2013-2014 finalmente sagrou-se campeão dá NBA com os Spurs. 

## Estatísticas na NBA

### Temporada regular
| Ano     | Equipe      | PJ  | PT  | MPP  | %TC  | %3P  | %TL  | RPP | APP | ROB | TPP | PPP  |
| ------- | ----------- | --- | --- | ---- | ---- | ---- | ---- | --- | --- | --- | --- | ---- |
| 2003-04 | Atlanta     | 76  | 37  | 25.3 | .447 | .231 | .602 | 4.5 | 2.4 | .8  | .5  | 4.5  |
| 2004-05 | Atlanta     | 66  | 25  | 18.2 | .422 | .180 | .740 | 2.6 | 2.3 | .6  | .3  | 4.8  |
| 2005-06 | Phoenix     | 81  | 70  | 35.5 | .526 | .267 | .731 | 6.9 | 6.2 | .7  | 1.0 | 13.3 |
| 2006-07 | Phoenix     | 73  | 59  | 31.1 | .538 | .333 | .683 | 4.3 | 4.8 | .4  | .5  | 9.7  |
| 2007-08 | Phoenix     | 82  | 19  | 28.1 | .477 | .317 | .744 | 4.6 | 3.9 | .7  | .5  | 8.8  |
| 2008-09 | Phoenix     | 22  | 0   | 24.5 | .567 | .357 | .692 | 3.8 | 2.1 | .5  | .4  | 8.3  |
| 2008-09 | Charlotte   | 59  | 59  | 37.6 | .495 | .419 | .686 | 5.9 | 4.9 | .9  | .8  | 15.1 |
| 2009-10 | Charlotte   | 82  | 82  | 35.4 | .483 | .320 | .769 | 5.2 | 4.0 | .7  | .7  | 11.3 |
| 2010-11 | Charlotte   | 82  | 82  | 33.9 | .492 | .345 | .683 | 5.0 | 4.1 | .9  | .6  | 11.3 |
| 2011-12 | Charlotte   | 37  | 28  | 27.5 | .410 | .267 | .630 | 5.3 | 4.3 | .5  | .5  | 7.4  |
| 2011-12 | San Antonio | 20  | 7   | 20.3 | .588 | .615 | .625 | 4.3 | 2.4 | .7  | .3  | 4.7  |
| 2012-13 | San Antonio | 75  | 20  | 22.8 | .539 | .385 | .723 | 3.4 | 2.4 | .7  | .4  | 5.8  |
| 2013-14 | San Antonio | 79  | 24  | 25.0 | .521 | .402 | .739 | 4.1 | 2.8 | .6  | .4  | 9.1  |
| 2014-15 | San Antonio | 81  | 15  | 24.5 | .460 | .320 | .774 | 4.3 | 2.9 | .4  | .3  | 8.7  |
| 2015-16 | San Antonio | 76  | 4   | 18.2 | .527 | .362 | .737 | 3.1 | 2.3 | .3  | .3  | 6.4  |
| Total   | Total       | 991 | 531 | 27.7 | .496 | .342 | .716 | 4.5 | 3.5 | .6  | .5  | 8.9  |

### Playoffs
| Ano   | Equipe      | PJ  | PT | MPP  | %TC  | %3P  | %TL  | RPP | APP | ROB | TPP | PPP  |
| ----- | ----------- | --- | -- | ---- | ---- | ---- | ---- | --- | --- | --- | --- | ---- |
| 2006  | Phoenix     | 20  | 20 | 39.8 | .526 | .429 | .761 | 6.7 | 5.2 | .9  | 1.1 | 18.7 |
| 2007  | Phoenix     | 10  | 0  | 23.5 | .475 | .000 | .667 | 3.2 | 3.0 | .7  | .2  | 6.6  |
| 2008  | Phoenix     | 5   | 2  | 35.6 | .547 | .000 | .500 | 5.6 | 4.6 | .6  | .8  | 14.6 |
| 2010  | Charlotte   | 4   | 4  | 38.0 | .500 | .111 | .500 | 5.0 | 4.0 | .3  | .8  | 7.5  |
| 2012  | San Antonio | 14  | 14 | 24.7 | .514 | .500 | .750 | 5.2 | 2.5 | .8  | .3  | 6.2  |
| 2013  | San Antonio | 16  | 1  | 17.1 | .444 | .385 | .857 | 2.5 | 1.8 | .3  | .2  | 4.1  |
| 2014  | San Antonio | 23  | 3  | 26.3 | .500 | .400 | .688 | 4.9 | 3.4 | .6  | .1  | 9.2  |
| 2015  | San Antonio | 7   | 0  | 28.3 | .479 | .222 | .692 | 6.1 | 3.6 | .7  | .4  | 11.6 |
| 2016  | San Antonio | 9   | 0  | 17.7 | .457 | .333 | .750 | 2.1 | 2.3 | .2  | .4  | 5.2  |
| Total | Total       | 108 | 44 | 27.2 | .504 | .326 | .727 | 4.6 | 3.3 | .6  | .4  | 9.6  |